# ایماگاوا اوجیچیکا
ایماگاوا اوجیچیکا (به ژاپنی: 今川 氏親 Imagawa Ujichika); (۱ ژانویهٔ ۱۴۷۳ – ۱ اوت ۱۵۲۶) نهمین رهبر خاندان ایماگاوا و شوگوی ولایت سوروگا در شرق ژاپن بود. وی پدر ایماگاوا اوجیترو و ایماگاوا یوشیموتو بود. وی توانست ولایت مجاور، ولایت توتومی را به انقیاد خاندان ایماگاوا در بیاورد.
دختر او همسر  هوجو اوجی‌یاسو رهبر خاندان هوجوی اخیر بود.